# Ballerina (película de 2025)
From the World of John Wick: Ballerina (o simplemente Ballerina) es una película de acción y thriller estadounidense de 2025 dirigida por Len Wiseman y escrita por Shay Hatten y Emerald Fennell, basada en una historia de Hatten. Es un spin-off de la franquicia de John Wick, y se desarrolla entre los eventos de John Wick: Chapter 3 - Parabellum (2019) y John Wick: Chapter 4 (2023). Está protagonizada por Ana de Armas, Anjelica Huston, Gabriel Byrne, Lance Reddick, Catalina Sandino Moreno, Norman Reedus, Ian McShane y Keanu Reeves. La trama sigue a Eve (interpretada por Armas), una bailarina y asesina, quien busca venganza contra aquellos que mataron a su familia.
En 2017, Lionsgate adquirió el guion especulativo de Hatten para la película. Posteriormente, Hatten contribuyó al guion final de Parabellum y luego sirvió como guionista principal del Capítulo 4. En octubre de 2019, Wiseman fue contratado como director y Chad Stahelski fue confirmado como productor en mayo de 2020. Ballerina se anunció oficialmente en abril de 2022 con la confirmación de que Ana de Armas sustituiría a Unity Phelan en el papel principal; para noviembre de ese año, se había completado el resto del elenco protagónico. Poco después comenzó el rodaje en Praga.
La película se estrenó el 6 de junio de 2025 en Estados Unidos y el 26 de septiembre de 2024 fue publicado el primer tráiler.

## Argumento
Eve Macarro es hija de dos asesinos: Javier, de los Ruska Roma, y su esposa, cultista. A temprana edad, Eve fue arrebatada del Culto por Javier, lo que provocó la muerte de su madre. Mientras el Canciller del Culto intenta recuperar a Eve, asaltan su residencia, matando a sus guardias y hiriendo mortalmente a Javier, quien la ayuda a escapar. Winston Scott, dueño del New York Continental, lleva a Eve al Ruska Roma, donde conoce a su director y acepta unirse a ellos.
Durante los siguientes 12 años, Eve se entrena como bailarina y asesina/guardaespaldas bajo la dirección del Director y Nogi. En un momento dado, se encuentra con John Wick, quien estaba visitando al Director para pedirle un salvoconducto a Casablanca. John le aconseja a Eve que abandone su camino violento, aunque sin éxito. Eve se gradúa del programa después de matar a una compañera asesina ruska roma, de quien se insinúa que ha fallado en sus deberes. Eve luego protege con éxito a su primera protegida, la heredera Katla Park. Dos meses después, tras completar un contrato, Eve es atacada por un asesino, a quien mata e identifica como un cultista. Ella le pregunta al Director sobre el Culto, buscando venganza. El Director prohíbe a Eve seguir con el Culto debido a una larga tregua entre el Culto y los ruska roma.
Eve desobedece al Director y visita el Continental de Nueva York, donde Charon le concede una reunión con Winston. Winston revela que un cultista, Daniel Pine, se aloja en el Continental de Praga con una gran recompensa por él, así que Eve viaja allí y reserva una habitación. Eve se infiltra en la habitación de Pine y descubre que su hija Ella, a quien Pine revela que esconde del Culto, ha escapado de ellos. Mientras varios cultistas estacionados en el hotel observan a Eve y Pine, su líder Lena aumenta la recompensa de Pine. Los cultistas y otros mercenarios atacan a Pine en terrenos del Continental. Pine confía a Ella a Eve, prometiéndole darle información sobre el Culto más tarde. Al salir del Continental, el cultista Dex dispara a Pine, mientras que Lena incapacita a Eve y secuestra a Ella. El personal del Continental de Praga perdona a Eve y ejecuta a dos cultistas/mercenarios capturados por su ataque.
Eve va a comprar armas al traficante de armas Frank, pero el Culto ataca su tienda. Después de que Eve mata a los Cultistas, Frank la ayuda a reducir la ubicación de la base del Culto y le proporciona transporte. La búsqueda de Eve lleva a la ciudad de Hallstatt, donde rápidamente es atacada por su gente, que son todos asesinos que trabajan para el Culto. Eve es finalmente capturada y llevada ante el Canciller, quien descubre su afiliación a Ruska Roma. Eve revela su plan de venganza, mientras que él revela que Pine es su hijo y Ella su nieta. El Canciller recuerda a Eve, informando a Lena que ella es la hermana mayor de Eve. Eve se libera antes de ser acorralada por Lena, quien revela su parentesco. Lena dice que Javier la abandonó durante su escape por temor a que el Culto ya la hubiera adoctrinado. Al escuchar que Eve y Lena hablan, el Canciller ordena sus muertes; Lena es asesinada por las granadas del Culto mientras Eve escapa.
El Canciller llama al Director para declarar la guerra entre sus facciones debido a las acciones de Eve, a pesar de que este le informa que Eve se ha rebelado. Para apaciguar al Canciller, este envía a John Wick a eliminar a Eve como compromiso, lo cual el Canciller acepta. John llega a Hallstatt, donde encuentra y derrota a Eve, perdonándola repetidamente y rogándole que abandone su persecución. Eve suplica venganza, lo que lleva a un John compasivo a darle menos de treinta minutos para matar al Canciller, tras lo cual renovará su contrato.
Eve continúa luchando contra el Culto por Hallstatt, con la ayuda de John a distancia. Cuando el Culto pierde el rastro de John, el Canciller intenta huir con Ella, pero Eve los acorrala. El Canciller intenta razonar con Eve, pero ella lo ejecuta y rescata a Ella. John informa al Director de la muerte del Canciller.
Ella se reencuentra con Pine, quien se recupera, en el New York Continental, donde Eve busca refugio. El Culto ofrece una gran recompensa por Eve. Mientras ve la función de ballet de Tatiana, exaprendiz de Kikimora, Eve se entera de la recompensa y abandona el teatro.

## Reparto
- Ana de Armas como Eve Macarro: una bailarina que inicia su entrenamiento en el asesinato bajo las tradiciones del Ruska Roma.[3]
- Anjelica Houston como La directora[4]
- Gabriel Byrne como el canciller: el líder del pueblo al que va Eve.[5]
- Lance Reddick como Charon: el conserje del hotel Continental de Nueva York, amigo de Winston Scott y confidente de John Wick. Es su última aparición en el personaje y su última aparición en pantalla tras su muerte.
- Catalina Sandino Moreno como Lena Macarro, la hermana de Eve que supuestamente falleció años atrás pero que en realidad trabaja como asesina bajo las órdenes del Canciller.[6]
- Norman Reedus como Daniel Pine[7]
- Ian McShane como Winston Scott: el misterioso dueño del hotel Continental en Nueva York y amigo de John Wick.[8]
- Keanu Reeves como John Wick: un sicario profesional y asesino legendario que se ha ganado una reputación por sus habilidades y está huyendo de la Mesa Alta. [9]
- David Castañeda como el padre de Eve, quien es asesinado por el Canciller cuando esta era una niña.

Sharon Duncan-Brewster aparece como Nogi, la mentor de Eve.

## Producción

### Desarrollo
En julio de 2017, Lionsgate Films adquirió los derechos del thriller de acción «Ballerina», escrito por Shay Hatten. La producción estuvo a cargo de Thunder Road Films, mientras que Hatten trabajó en la reescritura del guion para que pudiera formar parte de la saga de John Wick. El personaje principal, Rooney, tuvo una breve aparición en la tercera entrega de la franquicia, John Wick: Chapter 3 – Parabellum, interpretado por Unity Phelan. En octubre de 2019, se contrató a Len Wiseman como director de la película. En mayo de 2020, Stahelski declaró que Wiseman había leído previamente el guion y se había acercado al estudio con una pitch sobre cómo desarrollar el proyecto, basándose en el borrador de Hatten. Stahelski se reunió con Wiseman y convenció a los ejecutivos de contratar al cineasta. Confirmó que él y su equipo trabajarían en estrecha colaboración con Wiseman en las secuencias de acción y acrobacias de la película, mientras reconocía que el estilo de Wiseman aportaría variedad a la franquicia. En ese momento, Wiseman y Hatten estaban trabajando en un borrador más reciente del guion. En abril de 2022, Lionsgate anunció oficialmente la película, con Ana de Armas elegida para interpretar el papel principal.
En julio de 2022, Ana de Armas reveló que había seleccionado personalmente a Emerald Fennell para que contribuyera al guion de la película como una de las escritoras.

### Reparto

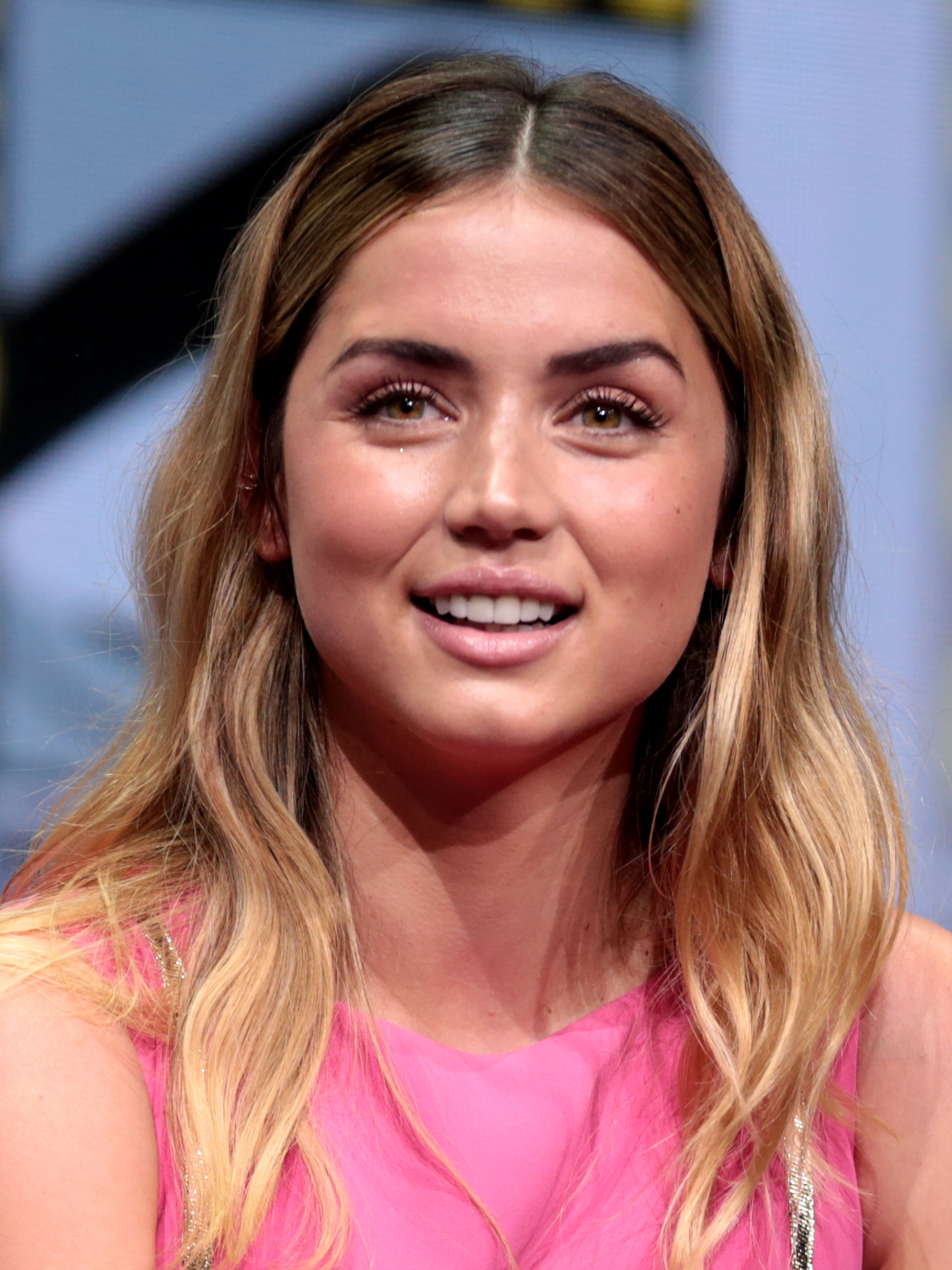
En 2021, Ana de Armas fue elegida para interpretar al personaje principal, una bailarina-asesina llamada Rooney.

En mayo de 2020, se reportó que el estudio estaba en busca de una actriz para encabezar la película, utilizando a Chloë Grace Moretz como referencia para el tipo de talento que buscaban. En octubre de 2021, Ana de Armas entró en negociaciones para interpretar al personaje principal, una bailarina asesina llamada Rooney, reemplazando a Unity Phelan, quien previamente interpretó al personaje en John Wick: Chapter 3 - Parabellum (2019). En abril de 2022, durante la CinemaCon, Lionsgate anunció oficialmente que de Armas protagonizaría la película. En noviembre de 2022, se anunció que Keanu Reeves, Ian McShane, Lance Reddick y Anjelica Huston se unirían al elenco y repetirían sus roles de películas anteriores de la franquicia, como John Wick, Winston Scott, Charon y «la Directora», respectivamente. Esta película marca la tercera colaboración entre de Armas y Reeves, después de haber trabajado juntos anteriormente en Knock Knock (2015) y Exposed (2016). En diciembre de 2022, Gabriel Byrne, Norman Reedus y Catalina Sandino Moreno se unieron al elenco secundario, aunque aún no se han revelado sus roles.

### Rodaje
Inicialmente programado para comenzar en verano de 2022, el rodaje de «Ballerina» inició oficialmente el 7 de noviembre de 2022 en los Barrandov Studios de Praga. Ballerina estaba en postproducción en febrero de 2023. En febrero de 2024, el productor Chad Stahelski estaba trabajando en secuencias de acción adicionales para la película con el director Len Wiseman. 

### Música
La partitura musical fue compuesta en colaboración por Marco Beltrami y Anna Drubich, y comenzaron el 17 de abril de 2023.

## Estreno
Ballerina fue estrenada en cines de Estados Unidos el 6 de junio de 2025. Mientras que en Latinoamérica fue estrenada el 5 de junio de 2025, bajo el título de "Del mundo de John Wick: Ballerina".
Anteriormente estaba programada para ser estrenada el 7 de junio de 2024.

## Recepción

### Taquilla
Al 10 de agosto de 2025, Ballerina había recaudado $58,0 millones en Estados Unidos y Canadá, y $75,0 millones en otros territorios, para un total mundial de $133,7 millones.
En Estados Unidos y Canadá, se proyectó que Ballerina recaudaría entre 28 y 30 millones de dólares en 3409 salas en su primer fin de semana. Recaudó 10,5 millones de dólares en su primer día, incluyendo 3,75 millones de dólares en los preestrenos del jueves. Debutó con 24,5 millones de dólares, ligeramente por debajo de las proyecciones y terminando en segundo lugar detrás de Lilo & Stitch. En su segundo fin de semana, la película recaudó 9,4 millones de dólares (una caída del 62%), cayendo al quinto lugar detrás de Mission: Impossible - The Final Reckoning, Materialists, Lilo & Stitch y Cómo entrenar a tu dragón.

### Respuesta crítica
Ballerina recibió una respuesta crítica generalmente positiva. En el sitio web recopilador de reseñas Rotten Tomatoes, el 76% de las 258 reseñas de los críticos son positivas. El consenso del sitio web dice: «Con una Ana de Armas férrea, una coreografía de acción brutal y creativa y una historia de origen agradablemente disparatada, Ballerina se adentra con gracia en el escenario central del Wickverso». Metacritic, que utiliza una media ponderada, le asignó a la película una puntuación de 59 sobre 100, basándose en 49 críticos, lo que indica reseñas «mixtas o regulares». El público encuestado por CinemaScore le dio a la película una calificación promedio de «A–» en una escala de A+ a F, mientras que los encuestados por PostTrak le dieron un 87% de puntuación positiva, con un 79% que afirmó que definitivamente la recomendaría.
Alison Willmore de Vulture dio una reseña positiva y escribió: "Es absurda, emocionante y hermosa, y no sé qué nos llevó hasta ahí, pero si bien Ballerina no comienza como una verdadera película de John Wick, sin duda termina como tal". Clint Gage de IGN escribió: "Es un spin-off que entiende por qué la serie de John Wick ha tenido tanto éxito, y que sigue las reglas con eficacia a la vez que enriquece el mundo en constante expansión. Si bien le toma buena parte de su tiempo en pantalla encontrar una base sólida, cuando la segunda mitad se pone en marcha, la energía es innegable a medida que Ballerina se convierte en una escena de lucha divertida, sangrienta y creativa tras otra".
Justin Clark de Slant Magazine fue más crítico con la película, afirmando: "Sin una mitología propia, o cualquier vínculo sustancial con el orden cronológico de las películas de John Wick después de esta, Ballerina es simplemente otra película de 87Eleven".

## Posible secuela
En marzo de 2023, la productora Erica Lee afirmó que el estudio tiene planes tentativos de desarrollar una secuela protagonizada por Ana de Armas.